# Авилова, Ольга Матвеевна
Ольга Матвеевна Авилова (10 сентября 1918, г. Бежица, ныне в черте Брянска, — 27 декабря 2009, Киев) — советский и украинский хирург, учёный-медик в области торакальной хирургии и пульмонологии, педагог, доктор медицинских наук (1974), профессор (1975), заведующая кафедрой торакальной хирургии и пульмонологии Киевского медицинского института усовершенствования врачей (1975–1988). Лауреат Государственной премии СССР (1974), заслуженный деятель науки УССР (1982). Заслуженный врач УССР (1962).

## Биография
Родилась в г. Бежица (ныне один из административных районов Брянска).
Выпускница Смоленского медицинского института (1941). Участница Великой Отечественной войны. Работала хирургом в рядах действующей армии, позже — заведующая хирургическим отделением Брянской областной больницы.
С 1957 года — заведующая кафедрой в Киевском медицинском институте.
В 1974 году защитила докторскую диссертацию «Резекция и пластика бронхов и медиастинальной трахеи». Ученица академика Н. М. Амосова.
Умерла 27 декабря 2009 г. в Киеве. Похоронена на столичном Берковецком кладбище.

## Научная деятельность
Под руководством О. М. Авиловой была создана служба неотложной помощи пострадавшим с травмой груди, спонтанным пневмотораксом, инородными телами дыхательных путей и пищевода. Инициатор создания отделения политравмы.
Автор около 300 научных работ, в том числе 2 монографий; изобретатель, обладатель патентов (в частности, «Способ лечения экспираторного стеноза трахеи и бронхов»).
Под её руководством выполнены 1 докторская и 19 кандидатских диссертаций.

### Избранные труды
- Чресплевральные резекции при опухолях пищевода и кардии (1960)
- Резекция и пластика бронхов и медиастинальной трахеи (1971)
- Тораскопия в неотложной грудной хирургии (1986)
- Хронические свищи пищевода (1987)

## Память
В преддверии 100-летия со дня рождения Ольги Авиловой Национальный банк Украины в сентябре 2018 года выпустил посвящённую ей памятную монету из серии «Выдающиеся личности Украины». На аверсе монеты на зеркальном фоне помещена стилизованная композиция, символизирующая торакальную хирургию. На реверсе — портрет Ольги Авиловой с подписью под ним, содержащей, в частности, даты рождения и смерти: 1918–2009.